# Aenigma
Aenigma é um género de coleópteros carabídeos pertencente à subfamília Anthiinae.
Possui uma única espécie, Aenigma iris.